# きっと、これが世界?
きっと、これが世界?（きっとこれがあい）は、日本の女性アイドルユニット。略称は"きとアイ"。

## 概要
"正統派王道アツエモパフォーマンス派アイドル"として活動。BANZAI JAPANや100-YOKAIを擁するCospanic Entertainment.（株式会社カイゾク）所属。
活動を終了するまで"プレデビュー"という形で、デビューメンバーを募集していた。
王道アイドルソングとエモ・ロックな楽曲によるライブパフォーマンスを展開、またオンラインでも毎日配信をSHOWROOMにておこなっていた。

## 略歴
2020年11月18日、結成発表。11月23日、公式SHOWROOMにてお披露目10時間連続配信を実施。
2020年12月6日、佐熊まどか脱退、これにより当初のデビュー予定曲『SIGNAL "RED"』は再調整が必要となり12月13日からリリースが延期される。
2021年1月15日、デビュー楽曲『ドラマチックレイン』配信リリース。
2021年1月17日、新宿KeyStudioにてプレデビュー単独公演、メンバーは　丸瀬こはる、神崎えりい、山下ももな、古川とも、和倉ゆあな　の5名。『ドラマチックレイン』のほか『アオハル・フィロソフィー』と『可愛いって言ってよ！』を披露。
2021年2月1日、LiVE GiRLS JPN（（株）ロム・シェアリング）プロデュースによる新アパレルブランド「FROM THE UNDERGROUND TO THE OVERGROUND」第3弾とのコラボレーションを実施。
2021年2月16日、渋谷TSUTAYA O-EASTにて新曲『僕は世界をアイと呼ぶ。』披露。
2021年3月15日、『アオハル・フィロソフィー』配信リリース。
2021年3月28日、大手町三井ホールで開催された「HINOTORI ~ ultimate girls music shower」に出演。この日のライブ映像が同年4月26日、TOKYO MX「Girls Pop Paradise」で一部がオンエアされ、初のテレビ放映となる。
2021年4月3日、古川ともがライブ活動を休止、以降は主にオンラインでの活動や一部特典会へ参加する活動形態となる。
2021年4月5日、『強がり姫は眠らない』配信リリース。
2021年4月13日、和倉ゆあな活動休止のお知らせ、以降は3人でのステージとなる。同年5月26日脱退。
2021年5月30日、渋谷SOUND MUSEUM VISIONにて100回目のライブステージ出演。
2021年5月31日、『蒼と空白』配信リリース。
2021年6月3日、新メンバー木田さあや発表。同年6月20日、新木場STUDIO COASTにてステージデビュー。
2021年6月25日、ライブ活動休止中の古川ともについて6月30日をもって脱退となることが発表された。
2021年8月15日、横浜1000CLUBで開催された「「YOKOHAMA SUPER LIVE 2021」〜お盆サンデープレミアム編〜」をもって神崎えりい脱退。
2021年10月23日、渋谷区文化総合センター大和田・さくらホールにてライブステージ200回目を突破。
2021年11月10日、新メンバー千葉ゆな発表。同年11月27日、WITH HARAJUKU HALLにてステージデビュー。
2021年11月26日、『キミ座流星群』配信リリース。
2021年12月25日、新宿KeyStudioにて新曲『純情、PINK TICKET』披露。
2022年1月9日、代官山SPACE ODDにて1stワンマンライブ開催、新曲『幻想症候群』（さよならシンドローム）披露。
2022年5月18日、7ヶ月連続となる単独公演「Ⅰ Sprechchor」新宿HOLIDAYにて開催、初となる英詩曲『I'm nothing』披露。
2022年5月22日、千葉ゆなが5月末をもって脱退と発表。
2022年6月11日、IDOL LIVE JAPANにて新曲 『幸福奏鳴曲』（こうふくソナタ）披露。ピアノソロは藤崎ふみ（BANZAI JAPAN）が担当。
2022年6月25日、『幻想症候群』（さよならシンドローム）『純情、PINK TICKET』『可愛いって言ってよ！』配信リリース。
2022年6月27日、7ヶ月連続単独公演「Ⅱ -Never End Train-」下北沢シャングリラにて開催。新曲『「ｉ」』『恋はネバーエンドトレイン』披露。
2022年10月21日、『24時にGIVE ME FIVE！』配信リリース。
2022年10月24日、7ヶ月連続単独公演「Ⅵ -横浜1000CLUB単独公演 前夜祭-」渋谷近未来会館にて開催、新曲『チクタク！』披露。
2022年11月13日、横浜1000CLUBにて7ヶ月連続単独公演「 -刹那的ランドスケープ- 」開催、新曲『刹那的ランドスケープ』『僕は儚きを往く』披露。
2023年6月7日、山下ももな が7月1日の定期公演をもって卒業となることを発表。
2024年7月7日、7月末をもってプレデビュー期間を終了することを発表。8月18日からは世界逆転宣言！とKAWAIi至上主義に別れて活動する。

## メンバー

### 現メンバー
| 氏名                        | 担当カラー | ニックネーム | 誕生日  | 血液型 | 身長  | 趣味                     | 特技                         | 備考                                                                        | 前歴                |
| --------------------------- | ---------- | ------------ | ------- | ------ | ----- | ------------------------ | ---------------------------- | --------------------------------------------------------------------------- | ------------------- |
| 丸瀬こはる （まるせこはる） | 水色       | ここちゃん   | 2月5日  | B      |       | ぶりっこ・音楽を作る     | 分子生物学実験・育乳         | サウンドプロデューサーとして大半の作曲や 全てのサウンドディレクションを担当 | 女優 元 愛夢GLTOKYO |
| 木田さあや （きださあや）   | 黄色       | さーやん     | 3月25日 | B      | 157cm | アニメ見ること、お買い物 | ピアノ、ダンス、バレエ、水泳 | 21年6月3日加入発表、 21年6月20日新木場コーストにてお披露目                  | 女優                |

### 旧メンバー
- 佐熊まどか
- 和倉ゆあな
- 古川とも
- 神崎えりい[75]
- 千葉ゆな
- 山下ももな

## 作品

### 配信リリース曲
- ドラマチックレイン[注釈 1]
- アオハル・フィロソフィー[注釈 2]
- 強がり姫は眠らない[注釈 5]
- 蒼と空白[注釈 6]
- キミ座流星群[注釈 7]
- 幻想症候群(サヨナラシンドローム) [注釈 9]
- 純情、PINK TICKET [注釈 8]
- 可愛いって言ってよ！ [注釈 3]
- 24時にGIVE ME FIVE！[注釈 14]

### 公演曲(未リリース曲)
- 僕は世界をアイと呼ぶ。 [注釈 4]
- I'm nothing[注釈 10]
- 幸福奏鳴曲(こうふくソナタ) [注釈 11]
- 「ｉ」 [注釈 12]
- 恋はネバーエンドトレイン [注釈 13]
- チクタク！[注釈 15]
- 刹那的ランドスケープ
- 僕は儚きを往く。

### 未発表曲
- SIGNAL "RED"

## メディア出演

### テレビ
- GirlsPopParadise[76] (2021年4月27日、TOKYO MX)

- GirlsPopParadise[77] (2021年6月29日、TOKYO MX)

### ネット番組
- HADO アイドルウォーズ Sec.11[78] (2021年5月5日、Wow live・YouTube)[79]　丸瀬こはる、神崎えりい 出演[80][81]

## ライブ
主なもの
- IDOL LIVE JAPAN 《2部》きっと、これが世界？ お披露目公演 （2021年1月17日、新宿KeyStudio）
- きっと、これが世界？プレデビュー1周年ワンマン 〜世界はデビューを、待っている。〜（2022年1月9日、代官山SPACE ODD）
- きっと、これが世界？7ヶ月連続単独公演「Ⅰ -Sprechchor-」（2022年5月18日、新宿HOLIDAY）
- きっと、これが世界？7ヶ月連続単独公演「Ⅱ -Never End Train-」（2022年6月27日、下北沢シャングリラ）
- きっと、これが世界？7ヶ月連続単独公演「Ⅲ -Brand New ♡-」（2022年7月25日、新宿HOLIDAY）
- きっと、これが世界？7ヶ月連続単独公演「Ⅳ -横浜1000CLUB単独公演 前前前夜祭-」[2]（2022年8月29日、渋谷近未来会館）
- きっと、これが世界？7ヶ月連続単独公演「Ⅴ -横浜1000CLUB単独公演 前前夜祭-」（2022年9月26日、渋谷近未来会館）
- きっと、これが世界？7ヶ月連続単独公演「Ⅵ -横浜1000CLUB単独公演 前夜祭-」渋谷近未来会館」（2022年10月24日、渋谷近未来会館）
- きっと、これが世界？7ヶ月連続単独公演「-刹那的ランドスケープ-」[71]（2022年11月13日、横浜1000CLUB）